# Airexpo
De Airexpo is een vliegshow gehouden op Aérodrome de Muret - Lherm in Muret. 
De eerste editie was in 1987. Het is een unieke vliegshow ter wereld omdat het de enige vliegshow is die volledig door studenten wordt georganiseerd. Airexpo wordt namelijk georganiseerd door een samenwerking van eerstejaars ingenieursstudenten van ENAC (École nationale de l'aviation civile) en ISAE-SUPAERO (Institut supérieur de l'aéronautique et de l'espace). Airexpo is de derde grootste vliegshow van Frankrijk, na de Paris Air Show en de La Ferté-Alais Air Show. 